# Puccinia sorghi
Puccinia sorghi Schwein. – gatunek grzybów z rodziny rdzowatych (Pucciniaceae). Grzyb mikroskopijny pasożytujący na roślinach z rodzajów szczawik, kukurydza, sorgo, Euchlaena. Na kukurydzy wywołuje chorobę o nazwie rdza kukurydzy.

## Systematyka i nazewnictwo
Pozycja w klasyfikacji według Index Fungorum: Puccinia, Pucciniaceae, Pucciniales, Incertae sedis, Pucciniomycetes, Pucciniomycotina, Basidiomycota, Fungi.
Po raz pierwszy zdiagnozował go w 1832 r. Lewis David von Schweinitz na liściach kukurydzy (Zea) i sorga (Sorghum) w stanie Dakota Południowa w USA.
Synonimy:
- Aecidium oxalidis Thüm. 1876
- Dicaeoma sorghi (Schwein.) Kuntze 1898
- Puccinia maydis Bérenger 1844
- Puccinia zeae Bérenger 1851

## Morfologia i cykl życiowy
Jest rdzą pełnocyklową i pasożytem dwudomowym, tzn, że jego cykl życiowy odbywa się na dwóch gatunkach żywicieli. Spermogonia i ecja rozwijają się na różnych gatunkach szczawików, a uredinia i telia na kukurydzy, sorgu, Euchlaena.
Spermogonia (pyknidia) po 6 w kolistych skupiskach o średnicy do 0,5 mm. Ecja pojawiają się dopiero na opadłych, porażonych liściach, otaczając sporogonia strefą o szerokości do 2 mm. Są miseczkowate, mają średnicę 0,15–0,2 mm. Ecjospory kuliste lub elipsoidalne o średnicy 15–24 μm i hialinowych lub brunatnych ścianach o grubości 1–2 μm. Uredinia rdzawe, nieregularnie rozproszone na obydwu stronach liści, okrągłe, o średnicy około 1 mm, lub wydłużone, o szerokości do 10 mm. Urediospory kuliste lub elipsoidalne, o rozmiarach 24–29 × 22–29 μm. Mają delikatnie kolczaste ściany o bursztynowej barwie i grubości 1,5–2 μm. Pory rostkowe 3–4 w okolicy równika. Telia podobne, jak uredia, ale czarne. Teliospory elipsoidalne, cylindryczne lub maczugowate, o wierzchołkach tępych lub zaostrzonych, dwukomórkowe, zazwyczaj nieco zwężone na przegrodzie. Mają rozmiar 35–50 × 16–23 μm, ściany umbrowe, gładkie, o grubości 1–1,5 μm na bokach i 3–6 μm na wierzchołkach. Trzonek jasnożółty o długości do 80 μm.

## Występowanie i siedlisko
Puccinia sorghi występuje na całym świecie. Rozprzestrzenia się wraz z uprawą kukurydzy.
Sporogonia i ecja występują na około 30 gatunkach z rodzaju szczawik Oxalis (na niektórych tylko w wyniku sztucznej inokulacji). Uredia i telia na Euchlaena mexicana, Euchlaena perennis, kukurydzy zwyczajnej Zea mays i na sorgu Sorghum.